# اکلی (آیووا)
اکلی (به انگلیسی: Ackley) شهری در ایالت آیووا کشور ایالات متحده آمریکا است که جمعیت آن در سرشماری سال ۲۰۱۰ میلادی، ۱٬۵۸۹ نفر بوده‌است.